# Astérion (anatomie)
Pour les articles homonymes, voir Astérion.
L' astérion est un point craniométrique.

## Structure
L'astérion est un point visible juste en arrière de l'oreille. C'est le point de rencontre de trois sutures crâniennes :
- la suture lambdoïde ;
- la suture pariéto-mastoïdienne ;
- la suture occipito-mastoïdienne.

C'est aussi le point de rencontre de trois os crâniens :
- l'os pariétal.
- l'os occipital.
- la portion mastoïdienne de l'os temporal.

Chez l'adulte, il se situe à 4 cm en arrière et 12 mm au-dessus du centre de l'entrée du conduit auditif .[réf. nécessaire] Sa relation avec d'autres structures anatomiques est assez variable.

## Aspect clinique
L'astérion est un point de repère anatomique en neurochirurgie. Il permet de planifier une entrée sécurisée dans le crâne pour certaines opérations, comme lors de l'utilisation de l'approche rétro-sigmoïde,.

## Étymologie
L'asterion tire son nom du grec ἀστέριον (astērion), signifiant "étoile" ou "étoilé".